# Lijst van burgemeesters van Jeruzalem
Dit is de lijst van burgemeesters van Jeruzalem, de (betwiste) hoofdstad van de staat Israël en voor wat Oost-Jeruzalem aangaat de geclaimde hoofdstad van de (deels erkende) staat Palestina.
Gedurende de jaren 1948-1967 (vanaf de uitroeping van de staat Israël tot de Zesdaagse Oorlog) waren er twee gemeenten in de stad Jeruzalem, een Israëlische gemeente Jeruzalem die diensten verleende aan het westelijke stadsgedeelte en een Jordaanse gemeente Al-Quds (of Al-Koeds) die diensten verleende aan het oostelijk stadsgedeelte (Oost-Jeruzalem).

## Burgemeesters van Jeruzalem

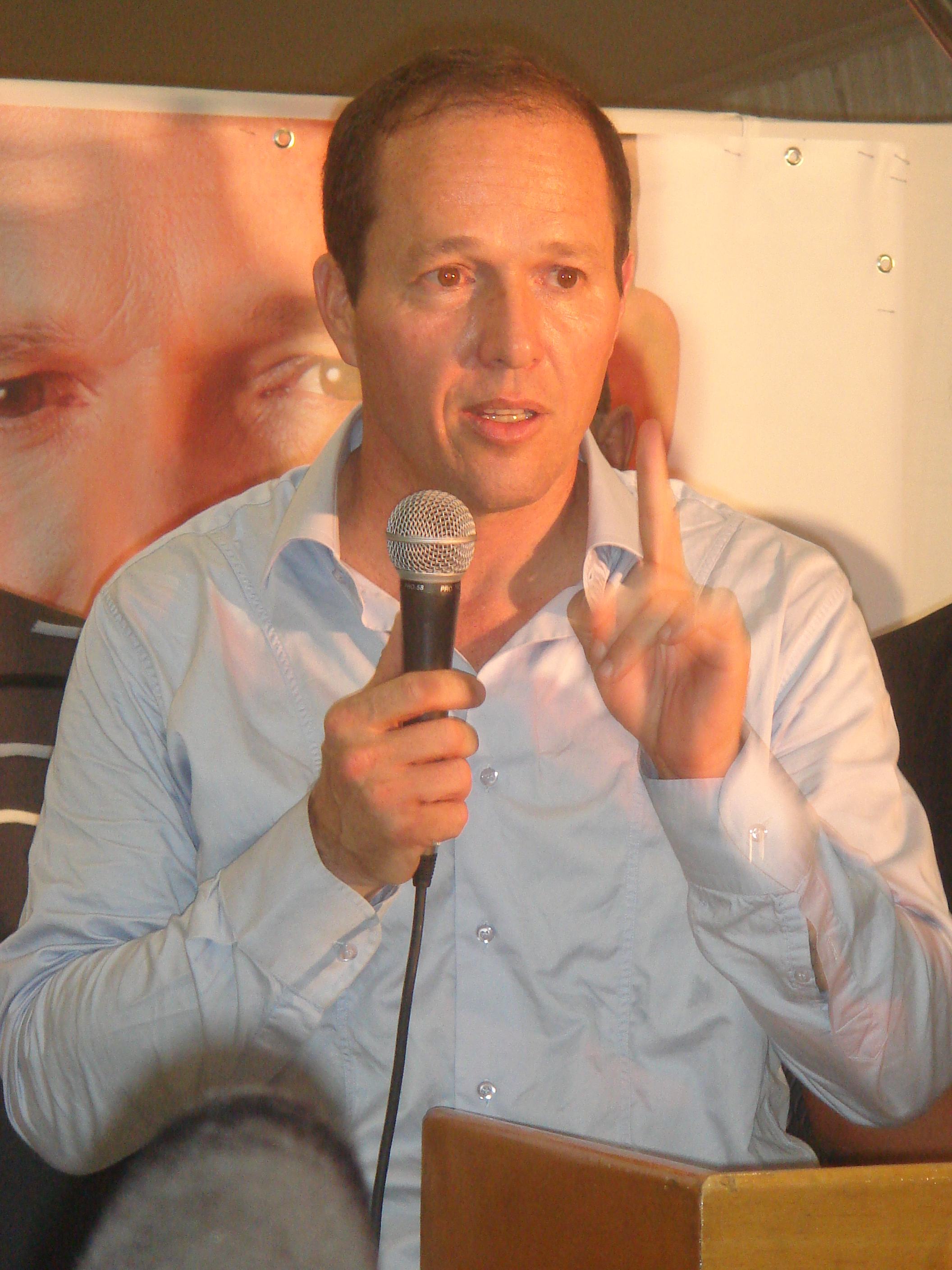
Nir Barkat, 2008

Uri Lupolianski, de eerste ultraorthodoxe burgemeester van Jeruzalem

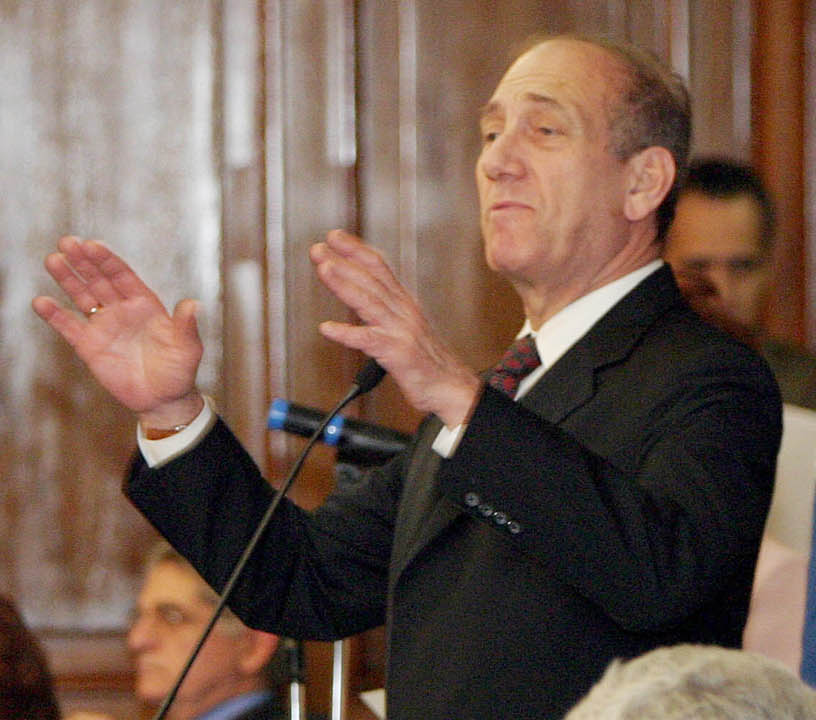
Burgemeester Ehud Olmert werd premier in 2006

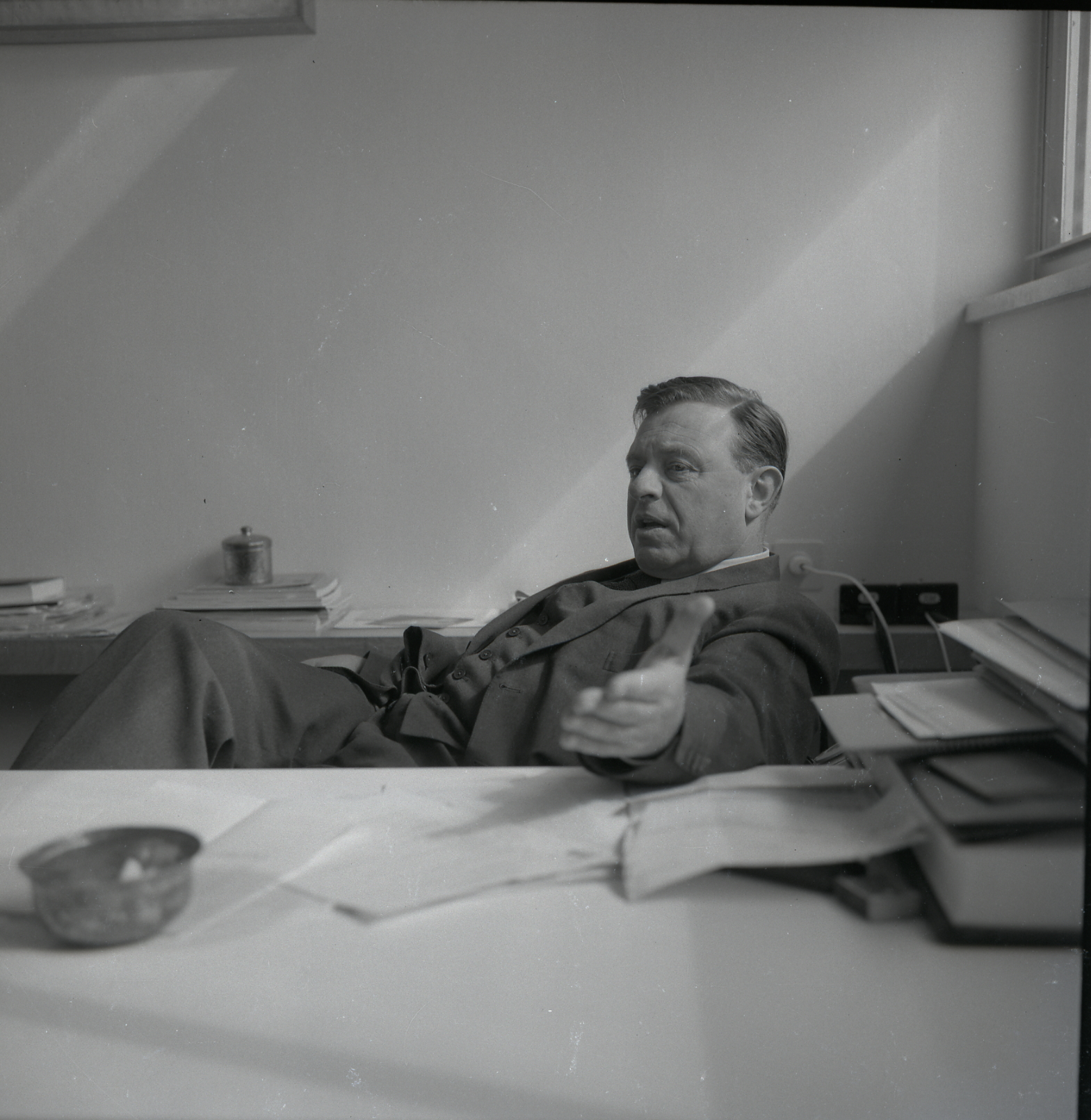
Burgemeester Teddy Kollek (1965)

- Joesef Dia el-Din al-Galidi (gedurende 1899-1906)
- Faidi al-Alami (1906-1909)
- Aref al-Dajani (1909-1918)
- Moesa Kasem al-Hoesseini (1918-1920)
- Ragheb Nasjasjibi (1920-1934)
- Hoessein Fagri al-Galidi (1934-1937)
- Moestafa al-Galidi (1938-1944)
- Daniel Auster (1937-1938; 1944-1945; 1948-1950)
- Sjelomo Zalman Sjragai (1951-1952)
- Jitschak Kariv (1952-1955)
- Gersjon Agron (1955-1959)
- Mordechai Isj Sjalom (1959-1965)
- Teddy Kollek (1965-1993)
- Ehud Olmert (1993-2003)
- Uri Lupolianski (2003-2008)
- Nir Barkat (2008-2018)
- Moshe Lion (vanaf 2018)

## Burgemeesters van al-Quds
- Anwar Al-Gatib (1948-1950)
- Aref al-Aref (1950-1951)
- Hanna Atallah (1951-1952)
- Omar Wa'ari (1952-1955)
- Ruhi al-Gatib (1957-1994) (vanaf 1967 in naam)
- Amin al-Majaj (1994-1999) (in naam)
- Zaki al-Ghul (1999-2019) (in naam)